# Bram Appelo
Bram Appelo (Deventer, 10 luglio 1984) è un pilota motociclistico olandese.

## Carriera
Ha cominciato a gareggiare nel motociclismo nel 1998, dapprima nelle competizioni delle Sport Production ed in seguito nel campionato nazionale olandese delle 125 e 250. Nel 2004 e nel 2005 corre il campionato Europeo Velocità nella classe 250 riuscendo però ad arrivare in zona punti solo in tre gare, posizionandosi 33º nella classifica generale con 4 punti la prima stagione e 28º con 5 punti la seconda.
Per quanto riguarda le competizioni del motomondiale ha partecipato ad un solo gran premio in qualità di wild card al Gran Premio motociclistico d'Olanda 2006 della classe 250, guidando una Honda e giungendo al 22º posto. Nel 2007 ha gareggiato invece nella Superstock 1000 FIM Cup in sella ad una Honda CBR 1000 RR del team EAB Ten Kate Honda. Prende parte ad otto gare non realizzando punti utili per la classifica piloti. Dalla stagione 2009 corre esclusivamente in gare del campionato olandese nella categoria Superbike.

## Risultati nel motomondiale
| 2006 | Classe | Moto  |  |  |  |  |  |  |  |    |  |  |    |  |  |  |  |  |  | Punti | Pos. |
| ---- | ------ | ----- |  |  |  |  |  |  |  | -- |  |  | -- |  |  |  |  |  |  | ----- | ---- |
| 2006 | 250    | Honda |  |  |  |  |  |  |  | 22 |  |  | NE |  |  |  |  |  |  | 0     |      |

| Legenda | 1º posto        | 2º posto            | 3º posto            | A punti      | Senza punti        | Grassetto – Pole position Corsivo – Giro più veloce |
| Legenda | Gara non valida | Non qual./Non part. | Ritirato/Non class. | Squalificato | '-' Dato non disp. | Grassetto – Pole position Corsivo – Giro più veloce |